# Krasnica 2 (rejon mohylewski)
Krasnica 2 (biał. Красніца 2; ros. Красница 2) – wieś na Białorusi, w obwodzie mohylewskim, w rejonie mohylewskim, w sielsowiecie Daszkauka, przy drodze republikańskiej R93.